# Von hier aus – Zwei Monate neue deutsche Kunst in Düsseldorf
Von hier aus – Zwei Monate neue deutsche Kunst in Düsseldorf war der Titel einer vom 29. September bis zum 2. Dezember 1984 von der Stadt Düsseldorf und der Gesellschaft für aktuelle Kunst Düsseldorf e. V. in der Halle 13 der Messe Düsseldorf veranstalteten Kunstausstellung. Für die künstlerische Leitung und die organisatorische Durchführung übernahm der Kurator Kasper König die Verantwortung. Die Schau sollte die Stellung der Stadt Düsseldorf im Kunstbetrieb verbessern helfen und Anschluss halten an die Konkurrenzstadt Köln.
Die Ausstellung zeigte Werke der Gegenwartskunst von 68 Künstlern in einer für das damalige Verständnis kulturfremden Halle, räumlich gestaltet durch den Architekten Hermann Czech. Gezeigt wurden Plastiken, Gemälde, grafische Werke, Objektkunst, Installationen und Videokunst. Der zur Ausstellung benutzte Schriftzug von hier aus war von Joseph Beuys in seiner Handschrift entworfen. Die Medien übten damals auffällig viel Kritik an der Vorgehensweise Kasper Königs und der Werkauswahl der Künstler, dennoch war die Ausstellung in der Rückschau eine der bedeutendsten im Deutschland der 1980er Jahre.

## Teilnehmer
Von 67 Künstlern (darunter Bernd und Hilla Becher sowie die Gruppe Normal) präsentierten 63 Teilnehmer Werke in der Ausstellung. Zusätzlich wurden Filme von fünf Videokünstlern gezeigt:
- Marina Abramović (Video)
- Ina Barfuss
- Georg Baselitz
- Lothar Baumgarten*
- Thomas Bayrle
- Bernd und Hilla Becher*
- Joseph Beuys
- Bernhard Johannes Blume
- Jürgen Bordanowicz
- George Brecht
- Marcel Broodthaers
- Klaus vom Bruch (Video)
- Werner Büttner
- Holger Bunk
- Walter Dahn
- Hanne Darboven
- Jiří Georg Dokoupil
- Gerald Domenig
- Felix Droese
- Rainer Fetting
- Robert Filliou
- Lili Fischer
- Günther Förg
- Katharina Fritsch
- Nikolaus Gerhart
- Ludwig Gosewitz
- Hans Haacke*
- Gusztáv Hámos (Video)
- Eva Hesse
- Antonius Höckelmann
- Rebecca Horn
- Thomas Huber
- Jörg Immendorff
- Katja Ka
- Axel Kasseböhmer
- Gerard Kever
- Hubert Kiecol
- Anselm Kiefer
- Martin Kippenberger*
- Per Kirkeby
- Astrid Klein
- Imi Knoebel
- Arthur Köpcke
- Thomas Lange
- Silke Leverkühne
- Markus Lüpertz
- Peter Mell
- Gerhard Merz
- Olaf Metzel
- Reinhard Mucha
- Christa Näher
- Gruppe Normal (Peter Angermann, Jan Knap, Milan Kunc)
- Marcel Odenbach (Video)
- Albert Oehlen
- Markus Oehlen
- Nam June Paik
- Blinky Palermo
- A. R. Penck
- Sigmar Polke
- Gerhard Richter
- Ulrike Rosenbach (Video)
- Dieter Roth
- Ulrich Rückriem
- Reiner Ruthenbeck
- Salomé
- Tomas Schmit
- Thomas Schütte
- Andreas Schulze
- Manfred Stumpf
- Norbert Tadeusz
- Herman de Vries
- Thomas Wachweger

* Ohne Werk in der Ausstellung

## Film
- Die Ausstellung inspirierte den Regisseur Peter Herrmann zu dem Videofilm „Von hier aus: neue deutsche Kunst in Düsseldorf“, 45 Minuten, München, 1984, Artcom. Der Film enthält Interviews mit den Künstlern Bernhard Johannes Blume, Tomas Schmit, Joseph Beuys, Jörg Immendorff, Salomé, Dieter Roth und dem Ausstellungsmacher Kasper König.